# کانتو (شعر)

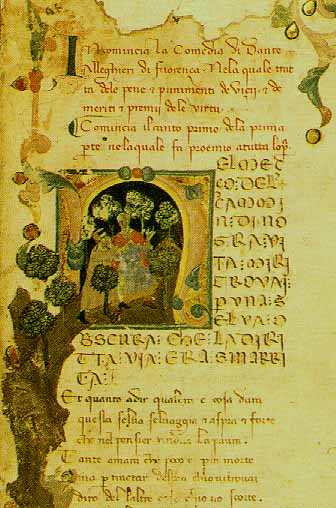
نمونه‌ای از قالب کانتو

کانتو (ایتالیایی: Canto) یکی از قالب‌های عمدهٔ بخش‌بندی در اشعار قرون وسطی و اشعار بلند مدرن است. کلمهٔ کانتو در زبان لاتین به معنای چکامه است. دانشنامه بریتانیکا در سال ۱۹۱۱ کانتو را اینگونه توصیف می‌کند «ساختار آسان شعری بیشتر برای وقتی که شعر را آوازه‌خوانان می‌غنوده‌اند تا وقتی که فرد خود شعر را می‌خوانده.» هیچ الگو، ساختار، یا شیوهٔ خاصی برای کانتو وجود ندارد و این قالب به گونهٔ شعری خاصی اختصاص ندارد.
از معروف‌ترین آثاری که در قالب کانتو تقسیم‌بندی شده‌اند می‌توان به کمدی الهی دانته (در ۱۰۰ کانتو)، لوسیادهای لوئیس دکاموئش (در ده کانتو)، اورشلیم آزادشدهٔ تورکواتا تاسو (در ۲۰ کانتو)، دون خوان لرد بایرون (در ۱۷ کانتو که آخری آنها ناتمام است)، و کانتوهای ازرا پاوند (در ۱۱۶ کانتو) اشاره کرد.
طول کانتوها در شعرهای مختلف با هم فرق می‌کند. مثلاً در کمدی الهی میانگین طول کانتوها ۱۴۲ خط است در حالی که این عدد در لوسیادها به ۸۸۲ خط می‌رسد.